# Bupleurum rigidum subsp. paniculatum
Bupleurum rigidum subsp. paniculatum é uma subespécie de planta com flor pertencente à família Apiaceae. 
A autoridade científica da subespécie é (Brot.) H.Wolff, tendo sido publicada em Das Pflanzenreich IV, 228: 154. 1910.

## Portugal
Trata-se de uma subespécie presente no território português, nomeadamente em Portugal Continental.
Em termos de naturalidade é nativa da região atrás indicada.

## Protecção
Não se encontra protegida por legislação portuguesa ou da Comunidade Europeia.